# Caml
Caml (prononcé camel, signifie Categorical Abstract Machine Language) est un langage de programmation généraliste conçu pour la sécurité et la fiabilité des programmes. Il se prête à des styles de programmation fonctionnelle, impérative et orientée objet. C'est de plus un langage fortement typé.
Le style fonctionnel rapproche le langage Caml de l’écriture mathématique, notamment grâce à la récursivité et au filtrage par motif (pattern matching). Ce dernier, particularité de la famille ML, offre une syntaxe au cas par cas claire et lisible, et est aussi utilisé dans le rattrapage des exceptions, en particulier pour la gestion des erreurs. Le typage fort rend l’usage sûr mais moins souple pour le programmeur. Enfin, Caml pratique l’inférence de types pour déterminer automatiquement le type des variables et expressions et permet la généricité.
Descendant du langage ML, le Caml est développé depuis 1985 par les équipes Formel puis Cristal de l'Inria et l'a notamment été pendant cinq ans par le professeur Guy Cousineau (université Paris-Diderot). La variante active de Caml est OCaml. Par rapport à l'ancienne variante Caml Light, aujourd'hui obsolète, elle ajoute de nombreuses fonctionnalités, comme un système de modules beaucoup plus poussé et le support de la programmation orientée objet (reposant sur le duck typing) dont elle tire son nom.

## Consortium
La conception et le développement du langage Caml ainsi que son environnement sont fédérés par un consortium dirigé par Inria.

## Extensions
Il existe un grand nombre d'extensions de Caml, permettant au langage de couvrir beaucoup de concepts.
- Aspectual Caml : programmation par aspects[3],[4].
- OCamlDuce : manipulation robuste de XML et d’expressions régulières, via l’intégration du langage CDuce[5].
- MetaOcaml et sa réimplémentation BER MetaOCaml : métaprogrammation et macros[6],[7].
- OCaml-templates : génération de code à partir des types[8].
- FreshML : manipulation de données de syntaxe comportant des variables liées[9].
- des extensions de ML pour supporter le polymorphisme ad-hoc[10].
- O’Jacare : interfaçage entre OCaml et Java (basé sur camljava)[11].
- ocamllex et ocamlyacc : génération d’analyseurs lexicaux et syntaxiques (équivalents des traditionnels lex et yacc)[12].